# Tempo Girl
Tempo Girl ist ein Schweizer Film. Es ist Dominik Lochers Spielfilmdebüt und Bachelor-Abschluss-Projekt.

## Handlung
Dominique Pieperman ist eine junge Möchtegern-Schriftstellerin und lebt in der Hipster-Community-Subkultur von Berlin. Ihr Verleger, Andreas Orlow, weist allerdings ihr neues Buchmanuskript als "unauthentisch" zurück. Darüber enttäuscht verlässt sie gemeinsam mit dem Döner-Kebabverkäufer Deniz Berlin und versucht in einem einsamen Tal in den Schweizer Alpen (Wallis) sich zurückzuziehen und dem gewohnten Alltag zu entkommen. Nach einer Romanze und einer enttäuschenden Liebe, der Konfrontation mit einem Fiat-Panda-vernarrten Zuhälter sowie allerlei Abenteuern fühlt sie sich auch dort nicht mehr wohl. Schwer gedemütigt und allein gelassen, dafür aber endlich mit neuen Inspirationen zu ihren ersten Roman unter dem Titel: „Tempo Girl – Die Geschichte einer Generation“ ist sie wieder zurück in ihrer Berliner Heimat.

## Produktion
Der Film «Tempo Girl» ist Dominik Lochers Spielfilmdebüt und Bachelor-Abschluss-Projekt an der Zürcher Hochschule der Künste. Er wurde zum grössten Teil im Kanton Wallis gedreht. Hauptdrehort war die ehemalige Tankstelle beim Schwimmbad «Schiffmani» in Susten. Einige Szenen spielen auch im Innern dieses Schwimmbades. Eine Disco in Sitten und ein Lokal in Brig waren ebenfalls Drehorte.

## Rezeption
Hans Jürg Zinsli von der Aargauer Zeitung bezeichnet Tempo Girl als „eine geballte Ladung […] die Regisseur Locher als Alpenwestern, Aussenseiterkomödie und Generationenporträt auf die Leinwand wuchtet.“ Der Kritiker der Neuen Zürcher Zeitung  findet, dass der Film sich „beinahe der Kritikwürdigkeit“ entzieht, da er „unausgegoren und stellenweise geschmacklos“ sei.

## Auszeichnungen
- Best foreign film: Global Vision Award (CINEQUEST 2014)
- Best actress: Florentine Krafft (Salento Int. Film Festival 2014)
- Best actress: Florentine Krafft (Long Island Int. Film Expo 2014)
- Best supporting actress: Lisa Brühlmann (Long Island Int. Film Expo 2014)
- Best supporting actor (honorable mention): José Barros (Long Island Int. Film Expo 2014)